# Les Fiancés de la mort
Pour plus de détails, voir Fiche technique et Distribution.
Les Fiancés de la mort (I fidanzati della morte) est un mélodrame sportif ouest-germano-italien réalisé par Romolo Marcellini et sorti en 1957.

## Synopsis
Carlo Benni, vainqueur de plusieurs courses de moto, quitte la société de production Zetavu à la suite d'un différend avec l'ingénieur Angelini, directeur technique et ancien coureur lui-même, et va travailler pour son beau-père Lorenzo, représentant d'une autre société de moto. Carlo tombe amoureux de Lucia, la fille de son ancien patron, ce qui le conduit à abandonner sa femme et son beau-père. Peu avant le départ de la légendaire course sur route Milan-Taranto (it), sa relation avec Lucia est interrompue. À la suite d'un accident dans le dernier kilomètre de la course, Benni perd non seulement la course sur route mais est également disqualifié.
En Allemagne, pour participer aux courses sur terre battue, il est rejoint par sa femme pour être son partenaire dans une course de side-car. Grâce à l'argent gagné, Benni rachète un prototype innovant mis au point par son beau-père Lorenzo : la Freccia construite pour la course de Monza. Ici, l'adversaire de Benni est Angelini lui-même, qui concourt sur un prototype similaire mais pas encore perfectionné. Le danger l'attend dans la courbe parabolique du circuit de Monza. Carlo, grâce à leur passion commune pour les moteurs et aux problèmes financiers à surmonter, décide de rentrer avec sa femme.

## Fiche technique
- Titre italien : I fidanzati della morte[1],[2]
- Titre français : Les Fiancés de la mort[3]
- Réalisateur : Romolo Marcellini
- Scénario : Romolo Marcellini, Franco Solinas, Jacques Rémy, Nicolò Ferrari et Gino De Sanctis (it)
- Photographie : Aldo Giordani (it)
- Montage : Eraldo Da Roma
- Musique : Angelo Francesco Lavagnino
- Décors : Carlo Egidi (it)
- Costumes : Marisa Crimi
- Production : Giuseppe Driussi
- Société de production : Sirio Film, Neo Film und Werbung
- Pays de production :  Italie -  Allemagne de l'Ouest
- Langue originale : italien
- Format : Couleurs par Eastmancolor - 2,35:1 - Son mono - 35 mm
- Durée : 90 minutes
- Genre : Mélodrame sportif
- Dates de sortie :
  - Italie : 6 février 1957
  - Allemagne de l'Ouest : 26 juillet 1957
  - France : 12 septembre 1958[3]

## Distribution
- Rik Battaglia : Carlo
- Sylva Koscina : Lucia
- Margit Nünke : Giovanna
- Gustavo Rojo : Piero
- Saro Urzì : Tullio
- Carlo Ninchi : M. Parisi
- Hans Albers Lorenzo
- Marco Guglielmi : Cimino